# Stefanija Ladigienė
Stefanija Ladigienė, född 1902, död 1967, var en litauisk författare, feminist och politiker.
Hon satt i Litauens parlament 1926-1927. Hon var aktiv i kvinnorörelsen och talade genom sin tidskrift till förmån för den nya kvinnans ideal av en självförsörjande yrkeskvinna. 